# 菱川和翁
菱川 和翁（ひしかわ わおう、生没年不詳）とは、江戸時代の浮世絵師。

## 来歴
菱川を称し画風は典型的な菱川派のものであることから、菱川師宣の門人か菱川派に近い人物だったと見られ、師宣風の絵師の中では優れた力量と評される。本姓は桑原氏、名は不明。落款には「和応」という表記もあり、ほかに師薫、桑子師薫、和央、風養軒、艶屈と号す。かつて英一蝶の前名といわれていたこともあったが、現在ではそれは否定されている。作画期は元禄のころで肉筆画10点ほどが確認される。作のひとつ「美人物思い図」には遊印が捺されており、遊印は文人の使うものなので単なる絵師ではなく、それなりの出自教養のある人物だったと考えられる。
『御仕置裁許帳』によれば、山田宗倫という人物が『百人男』という書を世に出そうとしたところ幕府より取締りを受け、宗倫は死罪、宗倫に関わった者4名も処罰されたが、本所の三文字屋屋敷又市店に住んでいた和翁がこれに連座し、元禄4年（1691年）10月22日に日本橋より五里四方追放となったという。『竜渓小説』（小宮山昌世著）では住んでいたのは本所ではなく本石町で、また追放ではなく死罪になったと記す。

## 作品
- 「美人物思い図」　絹本着色　ニューオータニ美術館所蔵　※「大和畫菱川陰子和應圖」の落款、「一顆無價珠」の遊印と印文不詳の二つの印あり
- 「花下観桜図」　絹本着色　奈良県立美術館所蔵
- 「髪に香をたきしめる遊女」　絹本着色　ボストン美術館所蔵　※「大倭畫　菱川和應圖」の落款、朱文円印と「師宣」の朱文方印あり
- 「花下遊楽図」　同上　※「和應圖薫」の落款、「陰徳陽報」の白文方印あり
- 「見立久米仙人図」　絹本着色　※「菱川散人　和翁圖」の落款、「和國」の朱文長方印と「師薫」の朱文方印あり。麻布美術工芸館旧蔵
- 「秋園美人図」　絹本着色
- 「武士と若衆」　紙本着色
- 「蚊帳美人図」　絹本着色